# Vlag van Boxtel

Huidige vlag van de gemeente Boxtel (sinds 1971)

Tweede vlag van de gemeente Boxtel (1938-1971)

Eerste vlag van de gemeente Boxtel (voor 1938)

De vlag van Boxtel werd op 5 maart 1971 door de gemeenteraad van de Noord-Brabantse gemeente Boxtel aangewezen de gemeentelijke vlag. Na de herindeling besloot het gemeentebestuur als nieuwe gemeente het gebruik van de vlag voort te zetten.

## Geschiedenis
Voor 1938 gebruikte Boxtel een vlag gelijkend aan die van de provincie Noord-Brabant. Echter in plaats van rood-wit was die vlag geel-zwart. Na deze vlag ging de gemeente over op een driekleur, zonder verdere symbolen, met de banen rood-wit-geel. Deze vlag werd echter officieus gebruikt, omdat de vlag van Oostvoorne identiek was en de carnavalsvlag van Oeteldonk is sterk gelijkend.
De Stichting voor Banistiek en Heraldiek werd benaderd voor advies over een nieuwe gemeentelijke vlag. De stichting heeft meerdere ontwerpen bij de gemeenteraad ingediend, waaruit uiteindelijk de huidige vlag gekozen werd. De vlag is gebaseerd op het gemeentewapen, maar verwijst ook naar andere zaken die bij het wapen niet spelen.

## Symboliek
Alle elementen in de vlag verwijzen naar een of meer symbolen uit het wapen van Boxtel. De sleutels verwijzen naar de parochieheilige van de oudste parochie in Boxtel en schildhouder van het wapen: St. Petrus. De kleuren geel en wit in de vlag verwijzen naar de pauselijke kleuren. Daarnaast refereert het geel aan de gouden eenden in het gemeentewapen, terwijl het eigenlijk het wit zou moeten zijn dat aan de zilveren merletten had moeten refereren.

## Beschrijving
De officiële beschrijving van de vlag luidt als volgt:
Banen rood-wit-rood-wit-rood, in een hoogteverhouding van 1:2:1:2:1, met in de bovenhals, ter hoogte van drie banen en ter lengte van de broeking, een rood rechthoekig vlak waarop in het midden, gekruist, een gele en witte sleutel, de baarden omhoog en afgewend, ter hoogte en breedte van 2/5 vlaghoogte.
De vlag bestaat uit vijf banen in de kleuren rood-wit-rood-wit-rood. De witte banen zijn elk twee keer zo dik als een van de rode banen. In een rood kanton, dat de hoogte heeft van de bovenste drie banen, twee gekruiste sleutels. Een sleutel is geel, het ander is wit van kleur. De beide hebben de baard, het deel dat in het slot gaat, naar boven. De baarden zijn van elkaar af gericht. Hierdoor wijst de baard van de witte sleutel naar de vlaggenmast en de baard van de gele sleutel naar de vluchtzijde van de vlag.
Alphen-Chaam · Altena · Asten · Baarle-Nassau · Bergeijk · Bergen op Zoom · Bernheze · Best · Bladel · Boekel · Boxtel · Breda · Cranendonck · Deurne · Dongen · Drimmelen · Eersel · Eindhoven · Etten-Leur · Geertruidenberg · Geldrop-Mierlo · Gemert-Bakel · Gilze en Rijen · Goirle · Halderberge · Heeze-Leende · Helmond · 's-Hertogenbosch · Heusden · Hilvarenbeek · Laarbeek · Land van Cuijk · Loon op Zand · Maashorst · Meierijstad · Moerdijk · Nuenen, Gerwen en Nederwetten · Oirschot · Oisterwijk · Oosterhout · Oss · Reusel-De Mierden · Roosendaal · Rucphen · Sint-Michielsgestel · Someren · Son en Breugel · Steenbergen · Tilburg · Valkenswaard · Veldhoven · Vught · Waalre · Waalwijk · Woensdrecht · Zundert